# Ola Fløttum
Ola Fløttum, född 5 augusti 1972, är en norsk musiker och kompositör av filmmusik. Han har varit med i banden The White Birch, Salvatore och Portrait of David.

## Filmografi
- Une étreinte (2003) – kortfilm
- Les étrangers (2004) – kortfilm
- Repris (2006)
- Interlude (2007) – kortfilm
- Sommerhuset (2008)
- I skuggan av värmen (2009)
- Levis hest (2011) – kortfilm
- Oslo, 31 augusti (2011)
- Konsert for Maria (2011) – kortfilm
- Fjellet (2011)
- TPB AFK (2013) – dokumentär
- Förtroligheten (2013)
- Mot naturen (2014)
- Turist (2014)
- Sometimes (2014) – kortfilm
- Louder than bombs (2015)
- An insignificant man (2016) – dokumentär
- Thelma (2017)
- Skolen (2017) – kortdokumentär
- Oskars Amerika (2017)
- Helle Nächte (2017)
- Fra balkongen (2017)